# Luxemburg i olympiska vinterspelen 1936
Luxemburg deltog med fyra deltagare vid de olympiska vinterspelen 1936 i Garmisch-Partenkirchen. Ingen av landets deltagare erövrade någon medalj.